# Hendrik Van Dyck
Hendrik Van Dyck (Herentals, 5 februari 1974), bijnaam de Straffe, Straffen Hendrik of Straffen Drikkie, is een Belgisch voormalig wielrenner die gold als meesterknecht in de kasseienkoersen. Hij reed voor TVM, Lotto en Palmans. In 1997 won hij de E3 Harelbeke. Hij is samen met Tim Merlier drager van het zegerecord in Nokere Koerse met drie zeges. 

## Carrière
Hendrik Van Dyck werd in de jeugd gezien als een groot talent. Hij was in 1990 Belgisch kampioen geworden bij de junioren, en zijn professionele carrière begon veelbelovend met de overwinning in de belangrijke semi-klassieker E3 Prijs Harelbeke (1997) in een sprint met medevluchter Paolo Fornaciari van de Italiaanse Saeco-formatie. Dit zou echter zijn enige grote overwinning zijn, en hij beëindigde zijn carrière in augustus 2003 vanwege aanhoudende rugklachten. Van Dyck heeft met drie zeges de meeste eindoverwinningen behaald in de Nokere Koerse. Straffen Drikkie won die voorjaarskoers in 1996, 1998 en 2000. Van Dyck reed jarenlang in dienst van de Nederlandse TVM als luitenant van Peter Van Petegem, een tweevoudig Ronde van Vlaanderen-winnaar. Hij hielp de Peet aan diens eerste zege, in de Ronde van 1999.

## Belangrijkste overwinningen
1990
- Belgisch kampioen op de weg, Junioren
- Ronde van Vlaanderen, Junioren

1993
- 2e etappe, deel B Circuit Franco-Belge

1995
- 5e etappe Hofbrau Cup

1996
- Nokere Koerse

1997
- E3 Prijs Harelbeke
- Nokere Koerse
- 6e etappe Ronde van Zweden
- Trofeo Manacor
- 2e etappe Ronde van Castilië en León

1999
- GP Rudy Dhaenens

2000
- 1e etappe Ronde van Murcia
- Nokere Koerse

2002
- 4e etappe Ronde van Rhodos
- 2e etappe Ronde van het Qinghaimeer

## Resultaten in voornaamste wedstrijden
| Jaar | Ronde van Italië | Ronde van Frankrijk | Ronde van Spanje |
| ---- | ---------------- | ------------------- | ---------------- |
| 1997 |                  |                     |                  |
| 1998 |                  |                     |                  |
| 1999 | 116e (laatste)   |                     |                  |
| 2000 |                  |                     |                  |
| 2001 |                  |                     |                  |
| 2002 |                  |                     |                  |

| Jaar | Milaan-San Remo | Gent-Wevelgem | Ronde van Vlaanderen | Parijs-Roubaix | Amstel Gold Race | Dwars door Vlaanderen | Omloop Het Volk | E3 Harelbeke |
| ---- | --------------- | ------------- | -------------------- | -------------- | ---------------- | --------------------- | --------------- | ------------ |
| 1997 |                 | 111e          | 82e                  | 31e            |                  |                       |                 | ↑            |
| 1998 |                 | 35e           | 38e                  | 27e            |                  | 68e                   | 66e             |              |
| 1999 |                 |               | 36e                  | 40e            |                  |                       | 15e             |              |
| 2000 |                 |               | 46e                  |                | 5e               | 12e                   |                 | 5e           |
| 2001 | 158e            | 17e           |                      | 22e            |                  | 13e                   | ↑               |              |
| 2002 |                 | 4e            | 69e                  |                |                  | 10e                   | 8e              | 15e          |